# 国分寺 (津山市)
国分寺（こくぶんじ）は岡山県津山市にある地名。郵便番号は708-0843。

## 地理
東は西吉田及び河辺、西は日上、南は瓜生原、小桁、北は河辺、川崎に囲まれる。 アパート・マンションが多く見られるほか、北東部の国道沿いには商店も立ち並ぶ。

### 河川
- 加茂川

## 歴史

### 沿革
- 1889年6月1日 - 町村制施行により、勝南郡国分寺村が同郡瓜生原村、河辺村、日上村と合併、河辺村となる。国分寺村は大字国分寺となり、役場が置かれる。
- 1900年4月1日 - 勝南郡が勝北郡と合併し、勝田郡となる。
- 1954年7月1日 - 河辺村が周辺の村とともに津山市に編入される。

## 世帯数と人口
2021年（令和3年）1月1日現在の世帯数と人口は以下の通りである。
| 町丁   | 世帯数  | 人口    |
| ------ | ------- | ------- |
| 国分寺 | 822世帯 | 2,023人 |

## 小・中学校の学区
市立小・中学校に通う場合、学区は以下の通りとなる。
| 番地 | 小学校             | 中学校               |
| ---- | ------------------ | -------------------- |
| 全域 | 津山市立河辺小学校 | 津山市立津山東中学校 |

## 交通

### 道路
- 国道53号（国道179号、国道429号との重複区間）
- 岡山県道350号西吉田川崎線
- 岡山県道477号金屋国分寺線

## 施設
- 岡山県食肉衛生検査所
- タカラ産業
- 西日本高速道路中国支社津山工事事務所
- 津山国分寺簡易郵便局
- 津山市立河辺小学校
- 美作急送
- 東洋キヤリア工業津山事業所
- イレブンフーズ
- シュープラザ津山店
- ナンバホームセンター河辺店